# Парош, Ахилл
Ахилл Парош (фр. Achille Paroche; 1 марта 1868, Сери — 27.04.1933) — французский стрелок, чемпион и призёр летних Олимпийских игр и 5-кратный чемпион мира.

## Летние Олимпийские игры 1900
На летних Олимпийских играх 1900 в Париже Парош участвовал в соревнованиях по стрельбе из пистолета и винтовки. В одиночном пистолетном состязании он занял 2-е место, набрав 466 очков и выиграв серебряную медаль. В командном его сборная заняла второе место, выиграв серебряные награды.
В винтовочной стрельбе стоя Парош занял 19-е место с 268 очками, с колена 16-ю позицию с 287 баллами, и лёжа 1-е место с 332 очками, став Олимпийским чемпионом. В стрельбе из трёх позиций, в которой все ранее набранные очки складывались, он стал 7-м. В командном соревновании его сборная стала третьей, получив бронзовые награды.

## Летние Олимпийские игры 1920
На Олимпийских играх 1920 в Антверпене Парош участвовал в 10 дисциплинах, и выиграл серебряную медаль в командной стрельбе из армейской винтовки лёжа на 300 метров.

## Чемпионаты мира
Парош участвовал на чемпионатах мира с 1898 по 1921. В итоге он выиграл шесть золотых медалей, 16 серебряных и 9 бронзовых.